# История Церкви Иисуса Христа Святых последних дней
История Церкви Иисуса Христа Святых последних дней (часто разговорно называемая Церковью мормонов) как правило, разделяется на три больших промежутка времени: (1) период ранней истории церкви при жизни Джозефа Смита, который является общим для всех нынешних мормонских церквей, (2) «Пионерская эпоха» под руководством Бригама Янга и его преемников в XIX веке, и (3) современная эпоха, которая начинается на рубеже XX века, когда практика многожёнства была прекращена.
Церковь Иисуса Христа Святых последних дней ведёт свою историю из западного Нью-Йорка, США, где Джозеф Смит, основатель движения святых последних дней, родился и вырос. Джозеф Смит имел небольшое количество сторонников, в конце 1820-х, когда он надиктовал Книгу Мормона, которая по его словам была переводом слов, найденных на множестве золотых пластин, которые были зарыты возле его дома в западном Нью-Йорке древними американскими пророками. 6 апреля 1830 года, в западной части Нью-Йорка, Смит организовал свою первую официальную религиозную общину, Церковь Христа. Церковь быстро завоевала много последователей, которые считали Смита своим пророком. Большая часть церкви переехала в Киртланд, штат Огайо в начале 1830-х годов, затем в штат Миссури в 1838 году, где разразилась Мормонская война с другими поселенцами Миссури, кульминацией которой стал Приказ об уничтожении, изданный губернатором штата Миссури. После изгнания из Миссури, Смит построил город Наву, в штате Иллинойс, где Смит был убит. После смерти Смита, последовал кризис преемника и большинство проголосовало принять Кворум Двенадцати под руководством Бригама Янга как руководящий орган церкви.
После сохраняющихся трудностей и гонений в штате Иллинойс, Янг покинул Наву в 1846 году и привёл своих последователей, в район долины Большого солёного озера. Группы пионеров в конечном итоге создали колонии от Канады до современной Мексики. Янг зарегистрировал Церковь Иисуса Христа Святых последних дней в качестве юридического лица, и руководил своими последователями как теократический лидер. Он также обнародовал ранее тайную практику многожёнства, форму полигамии. В 1857 году вновь обострились отношения между мормонами и другими американцами, в основном из-за церковных учений о многожёнстве и теократии. Мормонская война шла с 1857 по 1858, в результате которой последовало относительно мирное вторжение в штат Юта армии Соединённых Штатов, после чего Бригам Янг решил отказаться от политической власти и был заменён немормонским губернатором, Альфредом Каммингом. Тем не менее, церковь всё ещё обладала значительной политической властью в Юте. После смерти Янга в 1877 году, другие влиятельные члены церкви продолжали практику полигамии, несмотря на оппозицию в конгрессе Соединённых Штатов. После напряжённых отношений с правительством США, в 1890 году, церковь официально отказалась от практики полигамии в Соединённых Штатах, и в конце концов остановила регистрацию полигамных браков после второго манифеста в 1904 году. В конце концов, церковь стала проводить политику отлучения своих членов, практикующих полигамию, и сегодня стремится активно дистанцироваться от «фундаменталистских» групп до сих пор практикующих многожёнство.
В XX веке, церковь существенно выросла и стала международной организацией. Дистанцировавшись от полигамии, церковь начала заниматься активной миссионерской деятельностью, посылая тысячи миссионеров по всему миру. Церковь стала борцом за моногамию и семейные ценности, а порой играла заметную роль в политических вопросах.
Церковь стала давать своё священство и чернокожим мужчинам в 1978 году. Церковь также периодически меняла свои храмовые церемонии, постепенно опуская некоторые спорные элементы. Произошли также изменения в структуре и организации церкви, в основном предназначенные для роста организации и расширения международного присутствия.

## Ранняя история (1820—1846)
Ранняя история Церкви является общей для всех деноминаций святых последних дней, которые признают Джозефа Смита основателем их религиозной традиции. Смит привлёк небольшое количество сторонников в конце 1820 года, когда диктовал Книгу Мормона, которая, как он утверждал, была переводом слов найденных на множестве золотых пластин, которые были зарыты возле его дома в западном Нью-Йорке древними американскими пророками. Смит разговаривал с ангелом Моронием, который показал ему расположение пластин и дал ему наставление стать религиозным лидером и основать новую церковь.
6 апреля 1830, в западной части штата Нью-Йорк, Смит организовал свою первую легальную религиозную организацию, Церковь Христа, которая стала быстро приобретать сторонников, которые видели в Джозефе Смите своего пророка. В конце 1830 года Смиту было видение «города Сиона», утопического города индейцев вблизи городка Индепенденс, штат Миссури. В октябре 1830 года своего помощника Оливера Каудери с другими своими приверженцами с миссией в этот район. Проходя через Киртланд, штат Огайо, миссионеры обратили в мормонизм местную конгрегацию «Учеников Христа» возглавляемую Сиднеем Ригдоном, а в 1831 году Смит временно перенёс свою деятельность в Киртленд, до того момента, пока земли в Миссури буду выкуплены. В то же время штаб-квартира Церкви по-прежнему находилась в Киртланде с 1831 года по 1838 год, и там церковь построила свой первый храм, и продолжала расти в составе с 680 до 17881 последователей.
Хотя основная часть церкви находилась в Киртланде, многие из последователей Смита пытались создавать поселения в штате Миссури, но встретили сопротивление со стороны других жителей Миссури, которые считали, что мормоны были аболиционистами или пытались захватить власть в штате. После того как Смит и другие мормоны эмигрировали в Миссури в 1838 году, произошла эскалация военных действий вылившаяся в Мормонскую войну, кульминацией которой стал Приказ об уничтожении, подписанный губернатором штата Миссури.
После Миссури Смит построил город Наву, штат Иллинойс в качестве новой штаб-квартиры церкви, а также служил на посту мэра города и руководителя ополчения. Как церковный лидер, Смит также учредил тайную практику многожёнства, а также учил форме миллениализма, которую он называл теодемократией, которая возглавлялась Советом Пятидесяти, который тайно и символически помазал его царём этой «Теодемократии». Отчасти в ответ на эти тенденции 7 июня 1844 года газета «Nauvoo Expositor» издаваемая мормонским диссидентом Уильямом Лоу, подвергла резкой критике практику полигамии и теократического правительства и призвала к церковной реформе на основе ранних принципов мормонизма. Признав данный документ клеветническим, Смит и городской совет Наву проголосовали за закрытие газеты для обеспечения общественного порядка. Отношения между мормонами и жителями близлежащих общин были напряжёнными, и некоторые из них возбудили уголовное дело против Смита, обвинив его в государственной измене. Смит сдался полиции в Карфагене, штат Иллинойс, и, находясь в тюрьме, он и его брат Хайрам Смит, который был вторым в очереди на пост президента церкви, были убиты разъярённой толпой в перестрелке при попытке к бегству 27 июня 1844 года.
После смерти Смита последовал кризис преемника, поскольку на пост лидера церкви претендовало большое количество людей. Большинство последователей мормонизма проголосовало 8 августа 1844 за избрание Бригама Янга, который был старшим апостолом Кворума Двенадцати. Позднее сторонники Янга укрепили свои позиции, сославшись на собрание, состоявшееся в марте 1844 года, на котором Смит вручил «ключи от Царства» группе членов церкви, состоявшим в Совете Пятидесяти, куда входили и члены Кворума Двенадцати. Кроме того, в конце 1800-х годов некоторые из последователей Янга утверждали, что произнося речь 8 августа, он выглядел и говорил как Джозеф Смит, что было отнесено к проявлению Божьей силы.

## Эпоха пионеров (1846—1890)

### Переход в Юту и колонизации Запада
Под руководством Бригама Янга, руководители церкви планировали оставить Наву, штат Иллинойс в апреле 1846 года, но из-за угроз со стороны ополчения штата, они были вынуждены пересечь реку Миссисипи в холодном феврале. В конечном итоге они покинули границы тогдашних Соединённых Штатов, и переселились на территорию, позже ставшую штатом Юта, где основали город Солт-Лейк-Сити.
Группы людей, покинувшие Иллинойс и пришедшие в Юту, стали известны как мормонские пионеры, а путь в Солт-Лейк-Сити стал известен как Мормонская Тропа. Прибытие мормонских пионеров в долину Большого Солёного озера 24 июля 1847 с тех пор отмечается в штате Юта как день Пионеров.
Группам новообращённых из Соединённых Штатов Америки, Канады, Европы и других стран было предложено собираться в штате Юта в течение десятилетий после прихода первых поселенцев. Как первоначальная миграция мормонов, так и последующая миграция новообращённых проходили в довольно тяжёлых условиях и потребовали больших усилий и часто жертв со стороны переселенцев. Смертность была особенно высокой среди маленьких детей. Бригам Янг организовал большую колонизацию американского Запада, и поселения мормонов простирались от Канады до Мексики. Известные города, которые возникли из ранних поселений мормонов включают Сан-Бернардино штат Калифорния, Лас-Вегас штат Невада, и Меса штат Аризона.

### Ранний период теократического правления Бригама Янга
После смерти Джозефа Смита, Бригам Янг заявил, что Церковь должна возглавляться Кворумом Двенадцати Апостолов. Позже, когда переселение в Юту уже началось, Бригам Янг был поддержан в качестве члена Первого Президентства 25 декабря 1847 года, а затем как Президент Церкви 8 октября 1848 года.
Одной из причин, почему святые последних дней (самоназвание мормонов) решили переселиться в регион Большого Бассейна, было то, что данный регион был в то время за пределами официальных границ Соединённых Штатов, которые Янг обвинил в неспособности защитить святых от гонений в штатах Миссури и Иллинойс.
Однако в 1848 году был заключён договор в Гуадалупе-Идальго, Мексика уступила данные области Соединённым Штатам. Тогда Бригам Янг отправил послов в Вашингтон с предложением создать огромный штат Дезерет, в котором Янг, естественно, будет первым губернатором. Но вместо этого, Конгресс создал гораздо меньшую территорию Юта в 1850 году, и Янг был назначен губернатором в 1851 году. Из-за своей роли как президента церкви, Янг имел гораздо больше власти и влияния, чем любой губернатор штата того времени.
На протяжении большей части XIX-го века, Церковь сохранила параллельную федеральной судебную систему, и требовала от членов церкви использовать федеральные суды только для гражданских дел или предстать перед дисциплинарным советом церкви.
Церковь чеканила собственные золотые монеты, которые хотя и не циркулировали в других штатах, однако использовались как средство накопления (что было выгоднее по сравнению с накоплением собственно золота, добывавшегося в Калифорнии и уходившего перекупщикам за бесценок).

### Реформация мормонов
В 1856-1858 годах, церковь претерпела то, что обычно называют мормонской Реформацией. В 1855 году, засуха поразила процветающие территории. Выпало очень мало дождей, и даже надёжные горные ручьи обмелели. Нашествие кузнечиков и сверчков уничтожили то, что поселенцам удалось спасти от засухи. В течение зимы 1855-1856 года мука и другие продукты питания стоили очень дорого и их было очень мало.
В сентябре 1856 года, засуха продолжалась, испытания и трудности прошлого года привели к взрыву религиозного фанатизма. Джедедайя М. Грант, советник Первого Президентства и известный консерватор, три дня произносил огненные проповеди к народу Кейсвилла, территория Юта. Он призвал к покаянию и вновь подтвердить свою приверженность моральной жизни и религиозному учению. 500 человек представили к церемонии повторного крещения, как символу их решимости изменить свою жизнь.
Церковные лидеры ездили по территории, выражая свою озабоченность по поводу признаков духовного распада и призывая к покаянию. Членам церкви было предложно запечататься и пройти обряд повторного крещения.
В некоторых проповедях Уилларда Ричардса и Джорджа А. Смита затронули концепцию искупления кровью, предполагая, что отступники, которые запутались в грехах, добровольным пролитием своей крови могут повысить свои шансы на вечное спасение. 21 сентября 1856 года, Бригам Янг призывая к истинному покаянию принял идею и заявил:
«Я знаю, что есть нарушители, которые если бы знали себя и единственное условие через которое они могут получить прощение, это если они попросят своих братьев пролить свою кровь, чтобы запах мог подняться к Господу, как принесённая жертва, чтобы успокоить гнев, поднявшийся на них, чтобы закон мог идти своим ходом». Journal of Discourses 4:43.
Хотя эта практика никогда не была широко признана членами церкви, она стала частью имиджа церкви в тот момент и была пригвождена к позорному столбу американскими газетами наряду с практикой многожёнства. Концепция часто подвергалась критике со стороны многих святых и в конце концов от неё отказались, как от официальной доктрины церкви в 1978 году. Однако, современные критики церкви и популярные писатели часто называют искупление кровью как официальную доктрину церкви, что приводит к путанице некоторых современных членов.
Всю зиму проводились специальные собрания и святых призывали придерживаться заповедей, церковных практик и предписаний церкви. В проповедях упор делался на многожёнство, соблюдение Слова Мудрости, участие в церковных собраниях а также на личных молитвах. 30 декабря 1856 года весь мормонский территориальный парламент прошёл церемонию повторного крещения для отпущения грехов под руководством Кворума Двенадцати. Шло время проповеди становились чрезмерными и нетерпимыми, некоторые проходили на грани истерики.

### Мормонская война в Юте и резня на горном лугу
В 1857-1858 годах, церковь принимала участие в вооружённом, но бескровном конфликте с правительством США, названной войной в Юте. Поселенцы и правительство Соединённых Штатов, боролись за гегемонию над территорией штата Юта. Из-за напряжённости вокруг войны в Юте поселенцы (и по некоторым данным индейцы) убили обоз поселенцев из Арканзаса, данное происшествие стало позднее известным как «Резня на горном лугу». В результате войны в Юте губернатором Юты стал Альфред Камминг, немормон, назначенный президентом США Джеймсом Бьюкененом.

### Бригам Янг в поздние годы
Церковь безуспешно пыталась организовать Объединённый Орден несколько раз. В 1874 году Бригам Янг пытался учредить постоянный Орден, который теперь стал называться Объединённый Орден Еноха, организованный в 200 мормонских общинах. В Ордене Янга производители как правило жертвовали свою собственность Ордену, и все члены ордена делили совместный доход, часто разделённый на доли, согласно размеру той собственности, которую они внесли. Иногда члены Ордена могли получать зарплату за счёт доходов от ранее вложенной собственности. Как и Объединённый Орден Джозефа Смита, Орден Бригама Янга просуществовал недолго. Ещё до смерти Янга в 1874 году большинство Орденов распалось. До конца XIX века Ордена фактически перестали существовать.
Бригам Янг умер в августе 1877 года, после его смерти Первое Президентство не было реорганизовано вплоть до 1880 года, когда президентом Церкви стал Джон Тэйлор, который был временным Президентом Кворума Двенадцати Апостолов.

### Многожёнство и «мормонский вопрос» в США
Несколько десятилетий полигамия проповедовалась мормонскими руководителями как закон Божий. Бригам Янг, пророк церкви в то время имел несколько жён, как и многие другие руководители церкви. Эта ранняя практика полигамии вызвала конфликт между членами церкви и остальным американским обществом. В 1854 году Республиканская партия сослалась в своей платформе, что полигамия и рабство «это реликты варварства». В 1862 году Конгресс США принял Закон Морилла о борьбе с двоежёнством, который сделал двоежёнство преступлением карающимся штрафом в 500 долларов США или 5 годами тюремного заключения. Закон также разрешил конфискацию церковного имущества , без компенсации. Этот закон, однако, не соблюдался администрацией президента Линкольна или на территориях контролируемых мормонами. Кроме того, свои полигамные браки, мормоны заключали в тайне и было трудно доказать, что брак многоженца имел место. К тому же Конгресс был занят Гражданской войной в США.
В 1874 году, после войны, Конгресс принял Закон Поланда, который передал юрисдикцию Закона Моррилла федеральным прокурорам и судам, которые не контролировались мормонами. Кроме того, Закон Моррилла был поддержан в 1878 году Верховным судом Соединённых Штатов в деле Рейнольдс против США. После дела Рейнольдса, Конгресс стал ещё более агрессивным против полигамии, и принял Закон Эдмундс в 1882 году. Закон Эдмундса запрещал не только двоежёнство, которое осталось преступлением, но и двубрачное сожительство, которое не требовало доказательств в виде фактической церемонии бракосочетания. Кроме того, закон освободил территориальное управление Юты, создав независимую комиссию для наблюдения за выборами, чтобы предотвратить влияние мормонов и лишить прав любого бывшего или настоящего многоженца. Кроме того, закон разрешил правительству нарушать гражданские права многоженцев, привлекая их к ответственности без суда и следствия.
В 1887 году Конгресс Закон Эдмундс-Таккера, который позволил прокурорам заставлять жён свидетельствовать против своих мужей, отменил право женщин на голосование, распускал церковь, и конфисковал имущество церкви. К этому времени многие церковные лидеры ушли в подполье, чтобы избежать судебного преследования, а половина сидящих в тюрьмах в Юте были многоженцами.
Церковное руководство официально покончило с практикой многожёнства, основываясь на откровении Уилфорда Вудраффа названным Манифестом 1890 года.

## Современный период (после 1890)
Современная эпоха в церковной истории началась вскоре после её отказа от полигамии в 1890 году. До Манифеста 1890 года, лидеры церкви были в подполье, многим церковным вопросам не уделялось должного внимания, и церковная организация, сама по себе была закрытой. С уменьшением давления федерального правительства церковь начала восстановление своих институтов.

### После Манифеста о полигамии и Второй Манифест
Манифест 1890 года сам по себе не отменил практику полигамии, но только устранил практику новых полигамных браков, в то время как они продолжали существовать с благословения церкви. Кроме того, большинство мормонских многоженцев продолжали сожительствовать со своими жёнами, к тому же все руководители церкви продолжали свои полигамные браки. Мормонские лидеры, в том числе сам Уилфорд Вудрафф, утверждали, что Манифест — это только временная уступка, чтобы Юта получила статус штата и когда-нибудь в будущем практика полигамии будет возобновлена. Тем не менее, Манифест 1890 года предоставил церкви передышку, чтобы получить статус штата Юте, который она получила в 1896 году, после кампании, чтобы убедившей американскую общественность, что лидеры мормонов покончили с многожёнством и намерены оставаться вне политики.
Несмотря на то, что Юта была признана штатом США, её избранные представители долго не могли занять свои места в Конгрессе США. В 1898 году представителем Юты в Палату Представителей Конгресса был избран Б. Робертс, но ему было отказано в месте, так как он был замечен в полигамии. В 1903 году Законодательное собрание Юты выбрало своим первым представителем в Сенате США Рида Смута, представителя верховной власти церкви, но имевшего только одну жену. Сенат США провёл ряд слушаний в 1904-1907 годах о том, может ли Смут занять своё место. В конце концов, Сенат предоставил Смуту место и право голосовать. Тем не менее слушания вновь возобновили споры, о том действительно ли церковь отказалась от многожёнства, и продолжает ли церковь оказывать влияние на политическую ситуацию в штате Юта. В ответ на эти слушания, президент церкви Джозеф Ф. Смит издал Второй манифест отрицающий, что какие-либо полигамные браки заключались с санкции церкви после объявления Манифеста 1890 года, и объявил, что те, кто вступает в полигамные браков в будущем будет отлучён от церкви.
Второй манифест не отменил существующие полигамные брака в церкви, и церковь мирилась в какой-то степени с полигамией по крайней мере до 1930-х годов. Однако, в конечном итоге церковь стала проводить политику отлучения своих членов практикующих полигамию, и сегодня стремится активно дистанцироваться от группы мормонских фундаменталистов по-прежнему практикующих многожёнство. В наше время, члены церкви мормонов не практикуют многожёнство.

### Участие мормонов в политической жизни страны

#### Мормоны и избирательное право женщин
В 1870 году территория Юта стала одной из первых предоставивших женщинам право голоса — право, которое Конгресс США отменил в 1887 году как часть Закона Эдмундс-Таккера.
В результате, большое число женщин-святых последних дней стало энергичным и активным сторонником прав женщин. Особо следует отметить журналистку-святую и суфражистку Эммелайн Бланч Уэллс, редактора «Экспонента женщины», феминистской газеты Юты. Уэллс, которая был и феминисткой и состоявшей в полигамном браке, выступала за большую роль женщин в политической и общественной дискуссии. Лидеры Национального суфражистского движения, однако, были несколько озадачены кажущимся парадоксом между прогрессом прав женщин в Юте и позиции Церкви в отношении полигамии.
В 1890 году, после того как Церковь официально отказалась от полигамии, американские лидеры суфражизма установили более прямые контакты с феминистками Юты, а в 1891 году, в штате Юта прошла Суфражистская конференция в Скалистых горах, на котором присутствовали такие национальные лидеры феминизма, как Сьюзен Б. Энтони и Анна Ховард Шоу. Ассоциация суфражисток Юты, которая была сформирована в 1889 году как филиал американской ассоциации суфражисток (которая в 1890 году стала национальной американской ассоциацией суфражисток), преуспела, требуя чтобы в конституции рождающегося штата Юта, женщинам было дано право голоса. В 1896 году, штат Юта стал третьим штатом в США предоставившим женщинам права голоса.

#### Мормоны и движение за трезвость
Церковь Святых последних дней активно участвовала в поддержке движения за трезвость в XIX веке, а затем движения за полный запрет алкоголя в начале XX века.

#### Мормоны и национальные дебаты вокруг социализма и коммунизма
Мормоны имели смешанные отношения с социализмом в его различных формах. В самые ранние дни мормонизма Джозеф Смит учредил форму христианской общины — Объединённый орден, который был частично воссоздан при президентстве Бригама Янга.
В дополнение к религиозному социализму, многие мормоны в штате Юта были восприимчивы к светскому социалистическому движению, которое началось в Америке в 1890-х гг. В 1890—1920-х годах социал-демократическая партия Юты, которая вошла в состав Социалистической партии Америки в 1901 году избрала около 100 социалистов на государственные должности в штате Юта. Около 40 % социалистов штата Юта были мормонами. Многие ранние социалисты посетили церковные общины в штате Юта с большим интересом и были хорошо приняты руководством Церкви. Известные ранние социалисты, такие как Альберт Брисбен, Проспер Виктор Консидеран, Плотино Родаканаты, Эдвард Беллами и Руфь и Реджинальд Райт Кауффманы показало большую заинтересованность в успешных совместных общинах церкви в штате Юта. Рут и Реджинальд Райт Кауфманы написали книгу после посещения церкви в штате Юта под названием «Святые последних дней: Изучение Мормонов в свете экономических условий», где обсуждалась Церковь с марксистской точки зрения. Альберт Брисбен и Виктор Проспер Консидеран посетили церковь в штате Юта, а также заставили Консидерана отметить, что «благодаря определённой дозе социалистической солидарности, мормоны в течение нескольких лет достигли состояния невероятного процветания». Плотино Родаканты был также обращён в мормонизм, и стал первым старейшиной церкви в Мексике после того, как его крестили, когда группа миссионеров которая включавшая Моисея Тэтчера пришла в Мексику. Моисей Тэтчер держал связь с Плотино Родаканаты лет после и стал, пожалуй, самым видным членом Церкви, открыто назвавшим себя сторонником социалистической идеи.
Хотя религиозные и отчасти светский социализм получили признание среди некоторых мормонов, Церковь была более осторожной относительно марксистского коммунизма, из-за его идеи насильственной революции. С Джозефа Смита, церковь имела благосклонные позиции в отношении американской революции и необходимости порой насильственного свержения власти. Так, в апреле 1917 года, после русской революции, но до захвата власти большевиками в октябре, апостола Дэвид О. Маккей сказал аудитории на конференции, что "Похоже, что Россия будет иметь правительство для человека, из народа и для народа ". (7 апреля 1917 Отчёт о конференции).
В 1936 году Первое Президентство опубликовало заявление, в котором заявило:
Будет необходимо будет уничтожить наше правительство, прежде чем коммунизм сможет быть установлен в Соединённых Штатах.
С тех пор, как коммунизм был учреждён, чтобы уничтожить наше американское конституционное правительство, поддержка коммунизма — это измена наших институтов свободы, и непатриотично для американского гражданина быть коммунистом, или поддерживающим коммунизм. …
Коммунизм враждебен тем, кто является преданным американским гражданином и несовместим с членством в церкви, необходимостью быть преданным американским гражданином и верующий член церкви не может быть коммунистом.
(First Presidency, "Warning to Church Members, " July 3, 1936, Improvement Era 39, no. 8 (August 1936): 488).

### Институциональные реформы

#### Изменения в финансировании Церкви
В 1890 году вскоре после Манифеста 1890 года, Церковь была в тяжёлом финансовом положении. Она восстанавливалась от преследований из-за полигамии, и с трудом возвращала собственность, которая была конфискована во время рейдов против полигамии. Между тем, разразилась национальная рецессия в 1893 году. В конце 1890-х церковь имела $ 2 млн в долгах, и стояла на грани банкротства. В ответ на эти обстоятельства, Лоренцо Сноу, тогдашний президент церкви, провёл кампанию по повышению оплаты десятины, которую платили менее чем 20 % святых в течение 1890-х годов. После визита в Сент-Джордж, штат Юта, в котором средняя уплата десятины была гораздо выше, чем в среднем, Сноу чувствовал, что он получил откровение. Ему было обещание, что если приверженцы церкви в разных населённых пунктах штата Юта, выплатят свою десятину, то можно ощутить излияние благословения, процветание, подготовку к Сиону, и защиту Церкви от врагов, однако, неуплата десятины приведёт людей к «разобщённости». В результате энергичной кампании Сноу, оплата десятины возросла с 18,4 % в 1898 году до возможного пика в 59,3 % в 1910. В конце концов, выплаты десятины стала обязательной, если член церкви хотел посетить храм.
- Постройка зданий администрации церкви
- Сионс Секьюрити Корпорейшн (управление налогооблагаемой церковной собственностью)
- Корпорация Президента (управляющий не облагаемой налогами церковной собственностью)
- Изменения в жаловании для епископов и высшего руководства церкви. (Епископы получали 10 % от собранной ими десятины, но в настоящее время служение епископов исключительно добровольное. Высшее руководство церкви получает жалование.)

#### Система церковного образования
Система церковного образования:
- После того как бесплатные государственные школы стали доступны, церковь закрыла или отказалась от церковных «академий кольев» и училищ в 1920 году (за исключением колледжа Рикса и академии Бригама Янга).
- Строительство семинарий на доходы от церковной собственности, смежных с государственной средней школой (на начало 1912).
- Создание Генерального совета по вопросам образования
- Институты религии (начиная с 1926 года в университете штата Айдахо)

#### Церковная система социального обеспечения
Церковная система обеспечения:
- Отдел социальных услуг Общества милосердия
- Церковная программа ценных бумаг (1936)
- Программа обеспечения (1938)
- Отдел социального обеспечения (социальные услуги, занятость, консультации, и медицинские услуги)
- Комитет по отношениям с военными

#### Изменения в расписании собраний
В прежние времена собрания Святых последних дней проходили в воскресенье утром и вечером, с несколькими встречами в течение недели. Это решение было приемлемым для Святых в Юте, которые обычно жили в нескольких минутах ходьбы от прихода. В других штатах и странах, помимо Юты, однако, этот график встреч был довольно неудобным, потому что многие Святые жили довольно далеко от приходов церкви. В 1980 году церковь представила «Сводное расписание собраний», в котором большинство церковных собраний состоялось в воскресенье в 3-х часовом блоке.
Обеспечивая удобство для Святых, живущих вне Юты, а также участие в церковной жизни сравнимое с жителями Юты, новая система подверглась критике из-за разрушения возможностей для молодых мормонов посещать церковные собрания. Эта эрозия, в свою очередь является причиной снижения участия молодых женщин в собраниях которое сейчас ниже, чем у молодых людей, и тенденцию к снижению доли мужчин Святых, которые принимали вызов на миссию. Смотрите Quinn, Mormon Hierarchy: Extensions of Power.

#### Изменения в миссионерском служении
В 1982 году Первое Президентство объявило, что срок службы мужчин-миссионеров, будет сокращён до 18 месяцев. В 1984 году чуть более 2 лет спустя, было объявлено, что срок службы будет возвращён в исходную длину в 24 месяца (https://web.archive.org/web/20050413132950/http://www.dialoguejournal.com/excerpts/36-3a.asp).
Изменения были обнародованы как способ увеличить способность миссионеров служить. В то время миссионеры платили за все свои расходы в стране служения. Спад миссионерской деятельности в годы президентства Картера спровоцировал рост инфляции, и снижение обменного курса доллара США. Резкое увеличение расходов вместе с уже высокой стоимостью жизни в Европе и других промышленно развитых странах в привело в итоге к неуклонному сокращению числа миссионеров, которые были в состоянии платить за два года службы. Сокращение времени служения с 24 до 18 месяцев отрезали этот спад в цифрах, нивелировав его. Для тех, кто был в международных миссиях, едва хватало времени, чтобы узнать более сложный язык, и миссионеры имели трудности с иностранным языком.
Тем не менее, сокращение периода времени также оказало влияние на количество обращений: они снижались на 7 % ежегодно в течение того же периода. Также было замечено снижение верности среди миссионеров.
Начавшийся экономический рост, начиная с середины 1980-х годов главным образом стёр проблему невозможности служения по экономическим соображениям. В качестве второй меры, начиная с 1990 года, оплата миссии стала легче для тех, кого призвали служить в промышленно развитых странах. Миссионеры стали платить в общецерковный общий миссионерский фонд вместо того, чтобы платить самостоятельно. Эта сумма выплачивается (около $ 425 в месяц в настоящее время) и используется церковью для оплаты расходов всех миссионеров, где бы они не служили. Это позволило выезжающим в Боливию, где средняя стоимость проживания составляет около $ 100 в месяц, помочь оплатить миссию для тех, кто собирается в Японию, где стоимость жизни одна из самых высоких и держится на уровне около $ 900 в месяц.

### Мультикультурализм мормонов
Церковь начала сталкиваться и объединяться с культурами за пределами штата Юта, Соединённых Штатов, церковь начала отбрасывать некоторые предрассудки, которые стали частью культуры Святых последних дней, но не являлись необходимыми для мормонов. В 1971 году Главное управление Церкви и теолог Брюс Р. Макконки провели параллели между Церковью Святых последних дней и Церковью Нового Завета, которая с трудом обращала язычников в христианство, и призвал не быть столь твердолобыми в социальных обычаях, чтобы привлекать больше сторонников. "Другие народы, " заявил он, "имеют другую историю, чем у нас, но это не имеет значения для Господа…. И разные обычаи ничем не отличаются от разных языков…. И Господь знает все языки ". В 1987 году Бойд К. Пэкер, другой апостол Святых последних дней, заявил: " Мы не можем продвигаться [в различных странах] с Церковью Юты образца 1947 года! Может быть, мы не готовы принять Евангелие, потому что мы не готовы принять (и не готовы получать) все вещи, которые мы приносим с ним, как дополнительный багаж? "

#### Церковь и чернокожие
Во время и после американского движения за гражданские права, церковь столкнулась с критикой, где её предыдущее отношение к другим культурам и цветному населению, которое она когда-то разделяла со значительной частью белых американцев, стало выглядеть расистским и неоколониальным . Церковь, подверглась интенсивному обстрелу из-за её отношения к чернокожим и коренным американцам.
Причиной некоторых из наиболее разрушительных критических статей, когда церкви пришлось заняться политикой церкви в дискриминации по отношению к чёрным. Чернокожих всегда официально приветствовали в церкви, и Джозеф Смит создал прецедент раннего рукоположения чернокожих мужчин в священство. Смит был также против рабства и зашёл так далеко что объявил о борьбе с рабством в своей платформе в качестве кандидата на пост президента Соединённых Штатов. Порой, однако, Смит показывал симпатии к общему убеждению того времени, что чернокожие были прокляты потомками Каина. В 1849 году церковная доктрина учила, что, хотя чёрные могут быть крещены, и они и другие люди не могут быть рукоположены́ в сан священника или войти в храм. Журнал истории и общественных учений отражающий то время, Янг и другие заявили, что Бог когда-нибудь кардинально изменит эту политику дискриминации. Важно также отметить, что в то время как чёрные в целом были специально удерживаемы от благословения священства (хотя есть некоторые исключения из этого правила в 1800-х и 1900-е гг), другим расам и генеалогическим линиям было также запрещено посвящение священства. К концу 1960-х церковь расширялась в Бразилии, Карибском бассейне и странах Африки, и также страдала из-за критики за свою политику расовой дискриминации. В случае Африки и Карибского бассейна, церковь ещё не начала крупномасштабные миссионерские усилия в большинстве районов. Существовали большие группы как в Гане и Нигерии, которые хотели бы принять участие в церковной жизни и многие верные члены африканского происхождения в Бразилии. 9 июня 1978, под управлением Спенсера В. Кимбалла, церковное руководство, наконец, получило эту божественную санкцию изменить давнюю политику.
Сегодня есть много чёрных членов церкви, и многие из них из преимущественно чёрных общин. В районе Солт-Лейк-Сити чёрные члены организовали отделение официальной церкви, которые назывались вспомогательными группами Бытия.

#### Церковь и индейцы
В период после Второй мировой войны, церковь также стала фокусироваться на проповеди в ряде индейских культур, а также океанских культур, которых многие мормоны считается одной этнической группой. Эти народы назывались «Ламанийцы», потому что все они считались потомками ламанийцев из Книги Мормона. В 1947 году церковь начала индейскую программу размещения, где американские студенты из числа индейцев (по желанию родителей) добровольно находились в приёмных семьях белых Святых последних дней в течение учебного года, где они учились в государственных школах и ассимилировались в культуру мормонов.
В 1955 году церковь начала посвящения чёрных меланезийцев в священство.
Ламанийская политика церкви по отношению к коренным американцам также попала под обстрел в течение 1970-х. В частности, церковь была подвергнута критике за свою индейскую программу размещения, где студенты из американских индейцев, добровольно жили в приёмных семьях белых Святых последних дней в течение учебного года. Эта программа была подвергнута критике как неоколониальная. В 1977 году правительство США провело исследование по расследованию обвинений, что церковь использовала своё влияние, чтобы подталкивать детей к участию в программе. Тем не менее, комиссия отвергла эти обвинения и обнаружила, что программа была полезной во многих случаях, и тысячи детей получили сбалансированное американское образование, и позволила детям вернуться к своим культуре и обычаям. Одна из проблем состояла в том, что семьи приводили к ассимиляции коренных американцев, учащихся в американской культуре, не позволяя детям узнать изнутри и сохранить их собственную культуру. К концу 1980-х годов эта программа была в упадке, а в 1996 году она была прекращена.
В 1981 году церковь опубликовала новое издание Образцовых трудов Церкви, которые изменили место в Книге Мормона, где Ламанийцы (по мнению многих Святых последних дней предки американских индейцев) «стали белыми и восхитительными» после принятия Евангелия Иисуса Христа. Вместо того чтобы продолжать ссылку на оригинальный цвет кожи, в новой редакции заменили слово «белый» на слово «чистый», подчеркнув таким образом, внутреннюю духовность.

### Доктринальные реформы и влияния
Вскоре после рубежа XX века, четыре влиятельных учёных из Святых последних дней начали систематизацию, модернизацию, и кодификацию учения мормонов: Б. Х. Робертс, Джеймс Э. Талмейдж, Джон А. Уидтсо, и Джозеф Смит Филдинг.
В 1921 году церковь призвала профессора химии Джон А. Уидтсо как апостола. Сочинения Уидтсо, в частности книги «Рациональное богословие» и «Джозеф Смит как учёный», отражали оптимистическую веру в науку и технику, которая была широко распространённой в то время в американской жизни. По Уидтсо, всё богословие мормонов может быть согласовано на рациональной, позитивистской основе.

#### Реакция на эволюцию
Вопрос эволюции был спорным для некоторых членов церкви. Первое официальное заявление по вопросу об эволюции было сделано в 1909 году, которое ознаменовало столетие со дня рождения Чарльза Дарвина и 50-летие со дня его шедевра «О происхождении видов». В том же году Первое Президентство во главе с Джозефом Ф. Смит, который как президент выступил с заявлением, укрепившим преобладание религиозного креационизма, и назвав теорию эволюции «теорией человека», но он был далёк от объявления эволюции неверной или злом. «Адам не был первым человеком на земле, и что человеком развился от низших животных тварей. Это, однако, теории людей». Примечательно, что церковь не высказывает своё мнение об эволюции животных, кроме людей, и не одобряет в частности теорию креационизма.
Вскоре после заявление 1909 года, Джозеф Ф. Смит исповедовал в своей редакционной статье, что «сама церковь не имеет философии методов работы Господа в Его сотворения мира». Juvenile_Instructor, 46 (4), 208—209 (апрель 1911).
В 1925 году в результате процесса в суде, касающегося права на преподавание эволюции в государственных школах Теннеси, Первое Президентство вновь заявило о своей позиции, заявив, что "Церковь Иисуса Христа Святых последних дней, основывая свою веру на божественном откровении, древнем и современном, объявляет что человек — это прямой потомок божества…. Человек есть дитя Божье, сотворённое по божьему образу и подобию и наделён божественными атрибутами. "
В начале 1930-х состоялись интенсивные дебаты между либеральным богословом и представителем Высшей Власти Б. Х. Робертсом и некоторыми члена Кворума Двенадцати Апостолов, из-за попыток Б. Х. Робертса примирить результаты находок палеонтологов со Священным Писанием, вводя учение о предварительном создании Адама, и поддержал эту доктрину использованием данных геологии, биологии, антропологии и археологии (The Truth, The Way, The Life с. 238—240; 289—296). Более консервативные члены Кворума Двенадцати Апостолов, в том числе Джозеф Филдинг Смит, отклонили его спекуляции, поскольку они противоречили идее, что смерти не было до падения Адама. Библейские ссылки в Книге Мормона, такие как 2 Нефий 2:22, Алма 12:23, и Учение и Заветы сек. 77:5-7 были названы в качестве учебной доктрины, что не было смерти на Земле до грехопадения Адама и Евы, и что временное существование Земли насчитывает 7000 лет (4000 тысячи лет до нашей эры и до 2000 года н. э.). Некоторые утверждали, что эти библейские ссылки относились к духовной смерти, хотя другие не были согласны. Ясно, однако, что Церковь Святых последних дней не поддерживает веру креационистов в молодую Земли. Церковь ясно дала понять, что шесть дней творения это не обязательно 6 24-часовых периодов. Бригам Янг безусловно, затронул вопрос (Discourses of Brigham Young, sel. John A. Widtsoe [1971], 100), и даже выступил против антиэволюциониста Брюса Р. Макконки и учил, что " Каждый день, независимо от длины имеет длительность, необходимую для его целей. . . . " Дискуссии между разными лидерами Церкви в 1931 году побудило Первое Президентство, а затем Хибера Дж. Гранта в качестве Президента, прийти к выводу:
По основным доктринам церкви мы все согласны. Нашей миссией является распространение послания восстановленного Евангелия во всём мире. Оставим научные исследования в геологии, биологии, археологии и антропологии, ни одно из которых не имеет отношения к спасению души человека, и будем возвеличивать наши призвания в церкви. . .
По одному пункту мы все должны быть в состоянии договориться, а именно, что президенты Джозеф Ф. Смит, Джон Р. Уиндер и Энтон H. Лунд были правы, когда они говорили: «Адам является прямым прародителем нашей расы» [First Presidency Minutes, Apr. 7, 1931].
Дихотомия существует среди некоторых членов церкви сегодня. Во многом опираясь на Смита, Макконки, и Бенсона, эволюция отвергается большим количеством консервативных членов церкви. Меньшинство принимает эволюцию, при частичной поддержке дебатов между Б. Х. Робертсом и Джозефом Филдингом Смитом, отчасти на большое количество научных данных, и частично слова Джозеф Ф. Смита, что «Сама церковь не имеет философии метода работы Господа в Его творении мира». Между тем, в Университете Бригама Янга, крупнейшем частном университете, которым владеет и управляет Церковь, не только преподают эволюцию в биологических специальностях, но и делают серьёзные исследования в эволюции. В Университете Бригама Янга и других церковных школах также преподают эволюцию. А на следующей ссылке статья о том, что эволюция и вера примирились.
Список литературы:
1. Sherlock, R. Richard (1978), «A Turbulent Spectrum: Mormon Reactions to the Darwinist Legacy», Journal of Mormon History 5: 33-60, https://web.archive.org/web/20090106100710/http://content.lib.utah.edu/u/?%2Fjmh%2C10148.
2. Trent D. Stephens, D. Jeffrey Meldrum, & Forrest B. Peterson, Evolution and Mormonism: A Quest for Understanding (Signature Books, 2001). https://web.archive.org/web/20010413045820/http://www.signaturebooks.com/evolution.htm

### Ответ на плюрализм
Роль женщин:
- Разрешение женщин выступать на причастных собраниях
- Оппозиция поправке о равных правах[32]
- Мнение Эзры Тафта Бенсона о том, что женщины должны работать вне дома
- Семья: Воззвание к миру
- Женщины и священство

Церковь, сексуальная ориентация и гендерная идентичность:
Доктринальные позиции по отношению к гомосексуализму:
- Заявления о гомосексуализме лидеров церкви
- Новые взгляды на разделение между гомосексуальной «личностью» и гомосексуальным «поведением»

Связи с движением бывших геев:
- Неофициальные и неформальные связи движением бывших геев
- Хинкли: «Брак не следует рассматривать в качестве терапевтического шага к решению таких проблем, как гомосексуальные наклонности или практика, которая первой должна быть чётко преодолена с твёрдостью и твёрдой решимостью никогда не вернуться к такой практике, ещё раз.»

Начиная с середины 1990-х годов церковь начала сосредоточить своё внимание на вопросе однополых браков. В 1993 году Верховный суд штата Гавайи постановил, что дискриминация в отношении однополых пар в выдаче брачных сертификатов нарушает конституцию Гавайев. В ответ Первое Президентство выступило с заявлением, 13 февраля 1994 объявив о своём несогласии с однополыми браками, чтобы защитить святость традиционных представлений о роли брака. В заявлении призвали своих членов не допускать дискриминации в отношении геев и лесбиянок, но не попустительствовать такому поведению. Церковь продолжает активную борьбу против легализации однополых браков.

### Проблемы основных доктрин церкви
В 1967 году набор рукописей из папируса были обнаружены в музее Метрополитен, рукописи, на основании которых Джозеф Смит утверждал, что перевёл книгу Авраама в 1835 году. Эти рукописи были как предполагалось потеряны в Чикагском пожаре в 1871 году. Проанализированные египтологами, рукописи были идентифицированы как «Книга мёртвых», древнеегипетский похоронный текст. Кроме того, переводы учёных некоторых частей свитков не согласовались с переводом Смита. Это открытие заставило многих апологетов мормонов смягчить ранее возобладавшее мнение, что переводы Смита — это очень точные переводы. В результате этого открытия, некоторые апологеты считают что Книга мёртвых, стала отправной точкой, и что Смит использовал для восстановления оригинального сочинения Авраама через вдохновение.

### Мормонские диссиденты и учёные
В 1989 году Джордж П. Ли, член племени Навахо и Первого Кворума Семидесяти, принимавший участие в индейской программе Размещения в молодости, был отлучён от церкви, вскоре после того, как он представил церкви 23-страничное письмо с критической программой. В октябре 1994 года, Ли признался и был признан виновным, в сексуальных домогательствах к 13-летней девушке в 1989 году. Не известно, знали ли церковные лидеры об этом преступлении во время процесса отлучения.
В конце 1980-х, администрация Эзры Тафта Бенсона сформировала так называемый Комитет укрепления членов Церкви, с тем, чтобы комитет хранил файлы на потенциальных диссидентов церкви и публиковал материалы для возможного использования в дальнейшем при церковном дисциплинарном разбирательстве. В 1992 на Санстонском симпозиуме, диссидент и мормонский учёный Лавина Филдинг Андерсон назвал Комитет «системой внутреннего шпионажа», что побудило профессор университета Бригама Янга и умеренного мормонского учёного Юджина Ингланда «обвинить этот комитет в подрыве церкви» за которое он позднее публично извинился.
Официальная озабоченность по поводу работы учёных-диссидентов внутри церкви привела к отлучению шести таких учёных в сентябре 1993 года.

### Изменение доктринального фокуса
- Церковь и порнографии:

Церковь всегда была против создания, распространения и просмотра порнографии. Гордон Б. Хинкли был известен тем, что сказал, что порнография вызывает привыкание, худшее чем наркотики.. Он часто говорил о том, что это позор — использовать такие большие ресурсы (например, интернет) для таких материалов.
- Генеалогия

### Святые последних дней и связи с общественностью
В 1960-х и 1970-х годах, как следствие её огромного международного роста после Второй мировой войны ", церковь стала уже не в первую очередь церковью штата Юта, но и всемирной организацией. Церковь претерпела ряд существенных изменений в организации, практике и графике заседаний. Кроме того, церковь стала более медиа-подкованной и более смелой в защите её имиджа в обществе. Церковь также стала более активно участвовать в общественной дискуссии, используя вновь обретённое политическое и культурное влияние на средства массовой информации, которые влияют на её имидж, общественную мораль, а также содействовали их миссионерской деятельностью.
До быстрого роста церкви после Второй мировой войны, церковь выглядела в глазах широкой общественности неопределённо-христианским культом многоженцев в штате Юта — образ, который сталкивался с миссионерскими усилиями. Когда размер церкви начал заслуживать внимание в мире, церковь ухватилась за возможность по-новому определить свой общественный имидж, и утвердиться в общественном сознании как в основном христианской вера. В 1960 году церковь образовала церковную информационную службу с целью быть готовой реагировать на запросы средств массовой информации и создание позитивного освещения средствами массовой информации.
1 января 2000 года Первое Президентство и Кворум Двенадцати Апостолов выпустили прокламацию, озаглавленную «Живой Христос: свидетельство Апостолов Церкви Иисуса Христа Святых последних дней». В этом документе отмечалось рождение Иисуса и была изложена официальная точка зрения в отношении церкви Христа.
В 2001 году церковь разослала пресс-релиз, поощряющий журналистов, чтобы они использовали полное название церкви в начале новости, с последующей ссылкой на «Церковь Иисуса Христа». Релиз рекомендовал избегать использование термина «Церковь мормонов».